# Sybra carolinensis
Sybra carolinensis är en skalbaggsart som beskrevs av Blair 1942. Sybra carolinensis ingår i släktet Sybra och familjen långhorningar. Inga underarter finns listade i Catalogue of Life.